# Oddział (film)
Oddział – amerykański western z 1975 roku.

## Fabuła
Szeryf Nightingale to człowiek o dużych ambicjach politycznych. By je zrealizować postanawia stworzyć z kilku swoich współpracowników elitarny oddział stróżów prawa, który unieszkodliwia najgroźniejszych przestępców na dzikim zachodzie. Jednak wszystko ma swoje granice i swoją cenę, o czym Nightingale przekona się bardzo boleśnie.

## Główne role
- Kirk Douglas – Howard Nightingale
- Bo Hopkins – Wesley
- James Stacy – Harold Hellman
- Luke Askew – Krag
- Bruce Dern – Jack Strawhorn